# Sex Machineguns
Sex Machineguns ist eine japanische Speed-Metal-Band. Stilistisch zeichnen sich die Sex Machineguns durch eine Mischung aus Speed und Power Metal aus. Genretypisch sind schnelle Gitarrensoli und basslastige Riffs. Der Name leitet sich von den Sex Pistols ab: „[we] machineguns are more radical than [the] pistols“.

## Geschichte
Die Sex Machineguns entstanden 1996 vorerst als kleine Underground Band, die in kleineren Clubs auftraten. Dadurch erspielten sie sich recht schnell eine große Fangemeinde, gingen auf Tour und veröffentlichten 1997 ihre erste live CD sowie ihr erstes Video, welches sehr schnell in ganz Japan ausverkauft war.
1998 erschien mit Sex Machinegun ihre erste kommerzielle Single bei Toshiba-EMI, welche ebenfalls schnell in ganz Japan ausverkauft war. Die Karten für die darauf folgende Tour waren wie die Single in ganz Japan schnell vergriffen. Im September 1998 wurde das erste Album veröffentlicht, und Ende 1998 hatten die Sex Machineguns 62 ausverkaufte Konzerte gespielt und mehrfach mit Singles und dem Album die japanischen Charts angeführt.
Nach 8 Jahren mit 10 veröffentlichten Alben kündigte die Band 2006 an, eine „künstlerische Pause“ zu nehmen. Am 26. März 2006 verließen alle Mitglieder die Band, bis auf Anchang, der mittlerweile sein zweites Album unter dem Bandnamen „Sex Machinegun“ veröffentlichte. Die anderen Mitglieder der Band haben sich zu einem Nebenprojekt mit dem Namen Elleguns zusammengeschlossen.
Am 31. Oktober 2007 erschien unter neuer Besetzung die Single JACKY.

## Diskografie

### Alben
- 1998: Sex Machinegun
- 1999: Made in Japan
- 2001: Barbe-Q★Michael
- 2002: Ignition
- 2003: To the Future Tracks
- 2005: Heavy Metal Thunder
- 2006: Made in USA
- 2008: Camaron
- 2009: 45°
- 2011: SMG
- 2014: Love Games
- 2015: Metal Monster
- 2018: Iron Soul
- 2023: 地獄の暴走列車

### Sonstiges
- 2001: Burning Hammer (Livealbum)
- 2003: Machineguns Get-Together (Kompilation)
- 2003: Live! Final Attack at Budokan (Livealbum)